# Valdiviana synempora
Valdiviana synempora är en tvåvingeart som beskrevs av Alexander 1929. Valdiviana synempora ingår i släktet Valdiviana och familjen storharkrankar. Inga underarter finns listade i Catalogue of Life.